# Grace Victoria Cox
Grace Victoria Cox (Lexington (Kentucky), 10 maart 1995) is een Amerikaanse actrice.

## Biografie
Cox realiseerde zich op dertienjarige leeftijd dat zij actrice wilde worden. Zij haalde haar diploma in acteren aan de high school. In 2012 verhuisde zij naar Los Angeles voor haar acteercarrière.

## Carrière
Cox begon in 2014 met acteren in de korte film Scarlett. Hierna speelde zij de rol van Melanie Cross in de televisieserie Under the Dome waar zij al in 16 afleveringen speelde (2014-2015).

## Filmografie

### Films
Uitgezonderd korte films.
- 2021 Triumph - als Patty
- 2019 Extremely Wicked, Shockingly Evil and Vile - als Carol Daronch
- 2018 Affairs of State - als Darcy Baines
- 2018 Savage Youth - als Elena
- 2016 The Archer - als Emily
- 2016 Manson's Lost Girls - als Lynette 'Squeaky' Fromme

### Televisieseries
Uitgezonderd eenmalige gastoptredens.
- 2019The Society - als Lexie - 8 afl.
- 2019 Now Apocalypse - als Amber - 2 afl.
- 2018 Heathers - als Veronica Sawyer - 10 afl.
- 2014-2015 Under the Dome - als Melanie Cross - 16 afl.